# Gyászbogárfélék
A gyászbogárfélék (Tenebrionidae) a rovarok (Insecta) osztályának a bogarak (Coleoptera) rendjébe, ezen belül a mindenevő bogarak (Polyphaga) alrendjébe tartozó család. A fajszámot tekintve a bogarak mintegy 150 családja közül a gyászbogaraké a 8. legnagyobb.
A túlnyomórészt fekete testszín alapján kapta a család a gyászbogarak elnevezést, melyekből a Földön 18 ezer, Magyarországon 100 faj fordul elő. A trópusokon élő gyászbogarak tarka színűek is lehetnek. Nagyrészt éjjeli állatok; főleg bomló növényi anyagokkal és gombákkal táplálkoznak. Az odvas fák korhadékában élő fajok kaptak rá az ember élelmiszereire, főleg a lisztre. Az ismert fajok nagyjából fele szélsőségesen száraz területek (sivatagok, félsivatagok, szavanna, sztyeppék, mediterrán vidékek) lakója.

## Rendszerezés
A családba az alábbi alcsaládok tartoznak:
- Alleculinae (Laporte, 1840)
- Cossyphodinae (Wasmann, 1899)
- Diaperinae (Latreille, 1802)
- Lagriinae (Latreille, 1825)
- Nilioninae (Oken, 1843)
- Phrenapatinae (Solier, 1834)
- Pimeliinae (= Tentyriinae) (Latreille, 1802)
- Stenochiinae (= Coelometopinae) (Lacordaire, 1859 )
- Tenebrioninae (Latreille, 1802 )
- Zolodininae (Watt, 1974 )

## Ismertebb fajok
- Közönséges lisztbogár (Tenebrio molitor) (Linnaeus, 1758)[1]
- Kukorica-kislisztbogár (Tribolium castaneum) (Herbst, 1797)
- Halottbűzű bogár (Blaps mortisaga) (Linnaeus, 1758)
- Réti gyapjasbogár (Lagria hirta) (Linnaeus, 1758)
- Poszogó taplóbogár (Diaperis boleti) (Linnaeus, 1756)

## Képek

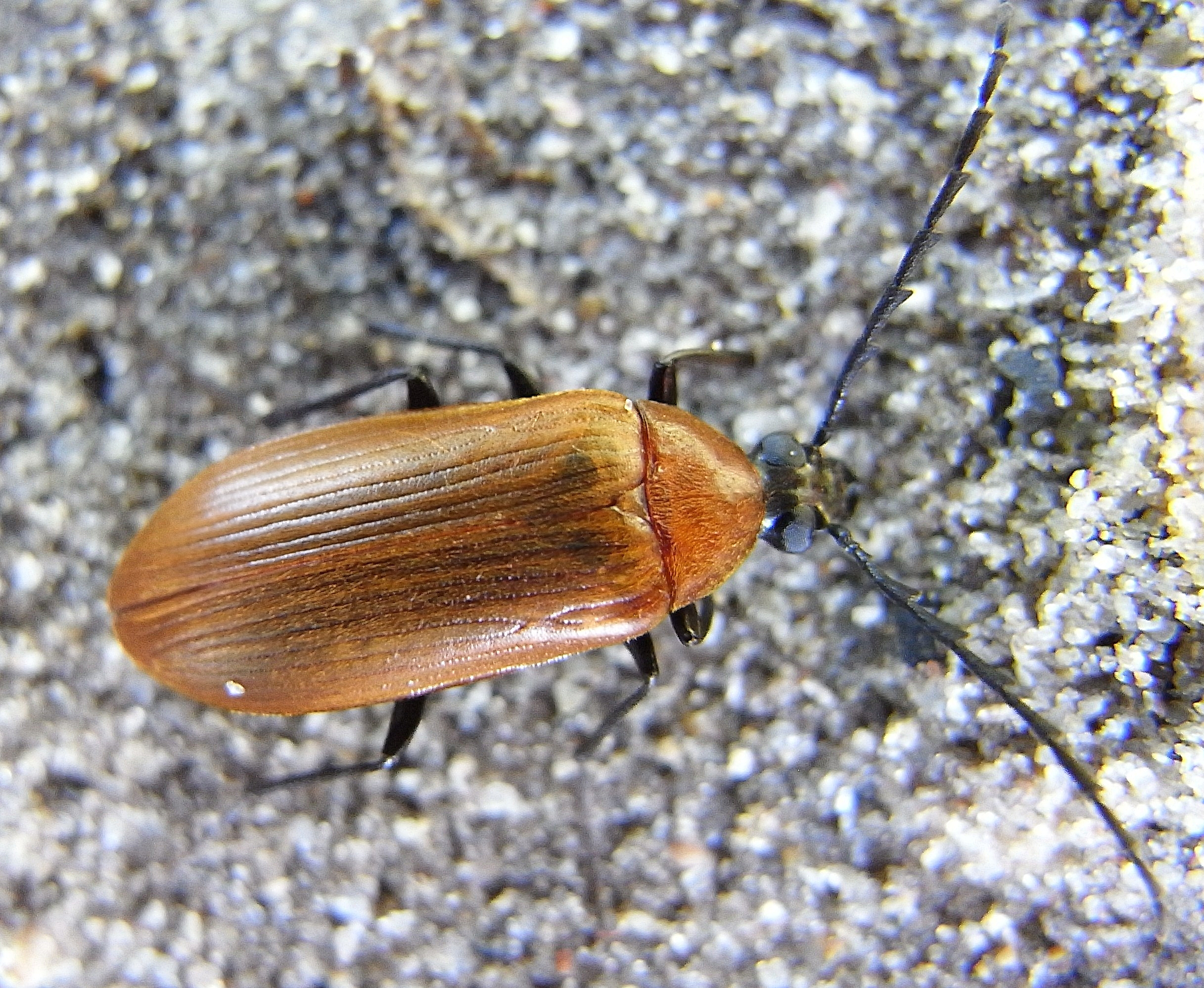
Narancssárga alkonybogár (Pseudocistela ceramboides) (Alleculinae)
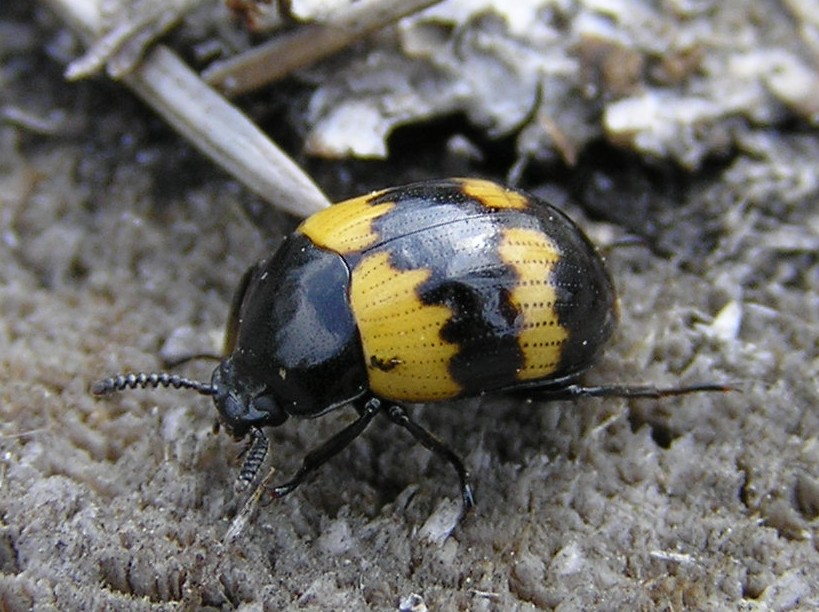
Poszogó taplóbogár (Diaperinae)
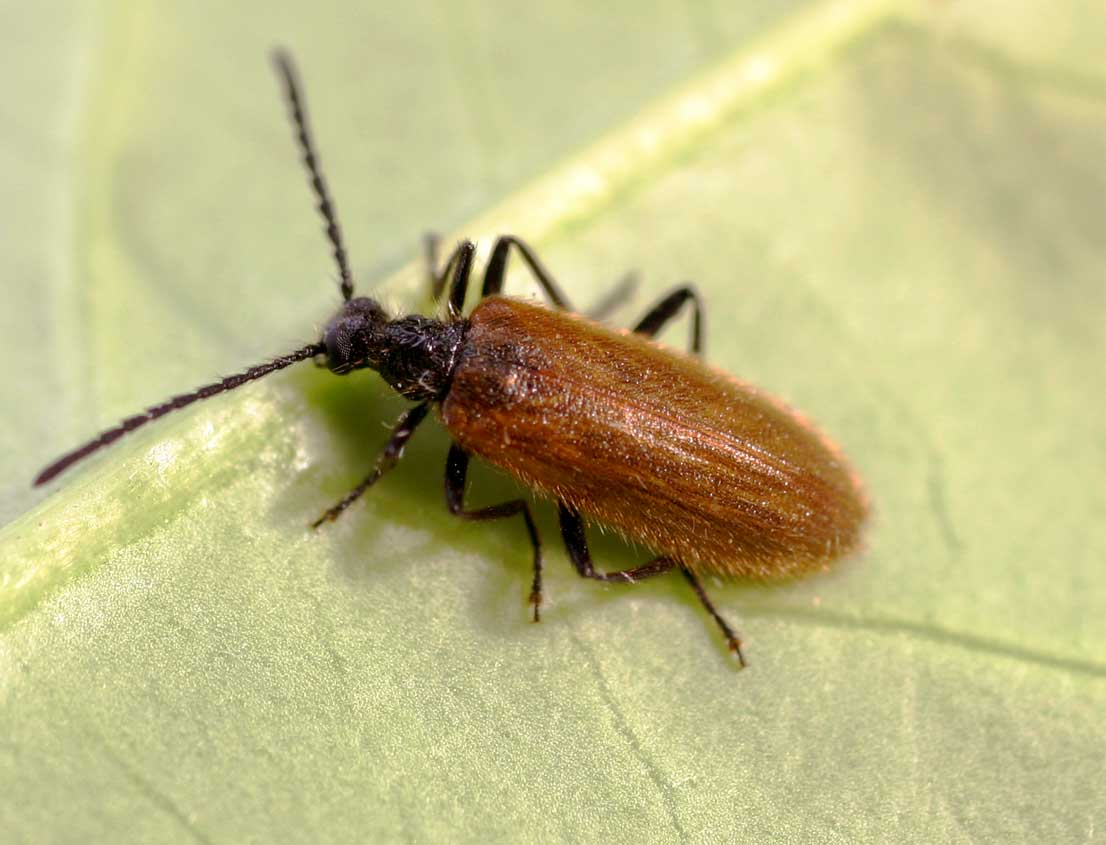
Réti gyapjasbogár (Lagriinae)
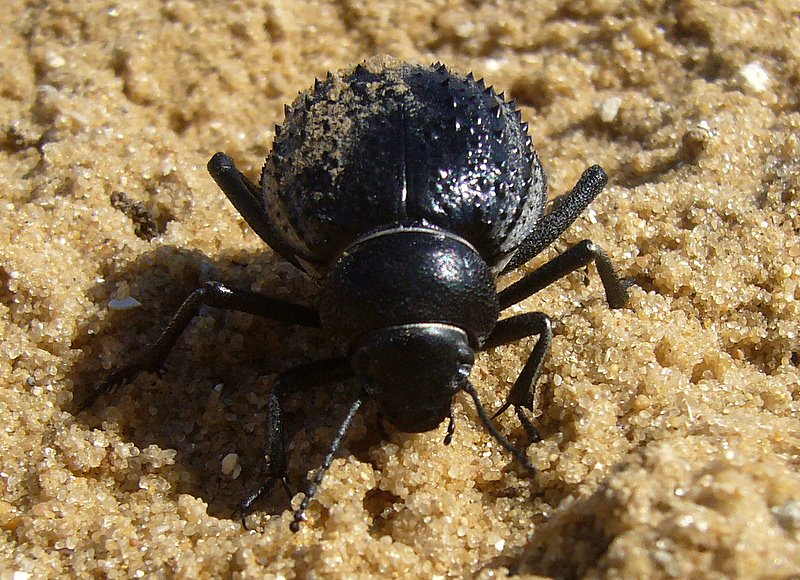
(Pimelia angulata) (Pimeliinae)
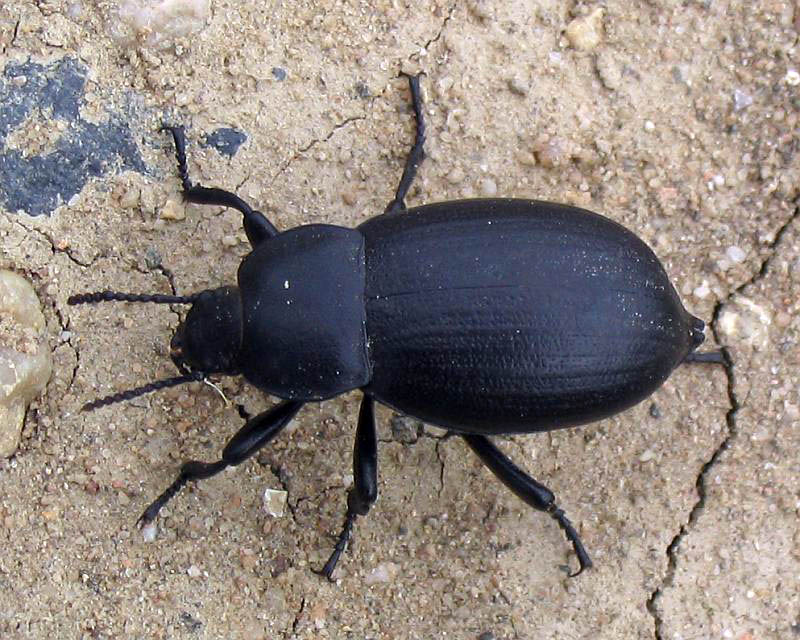
Közönséges bűzbogár (Tenebrioninae)
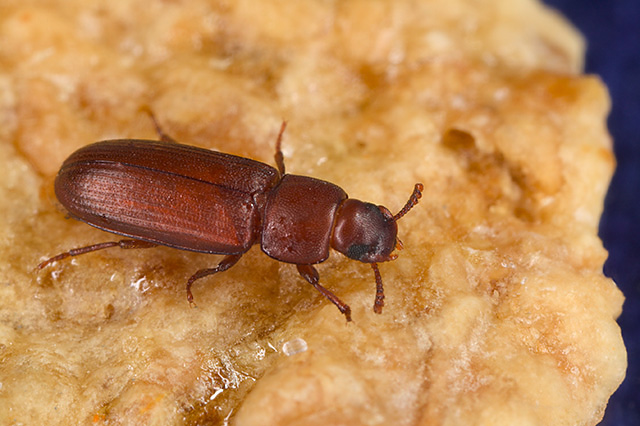
Kukorica-kislisztbogár (Tenebrioninae)
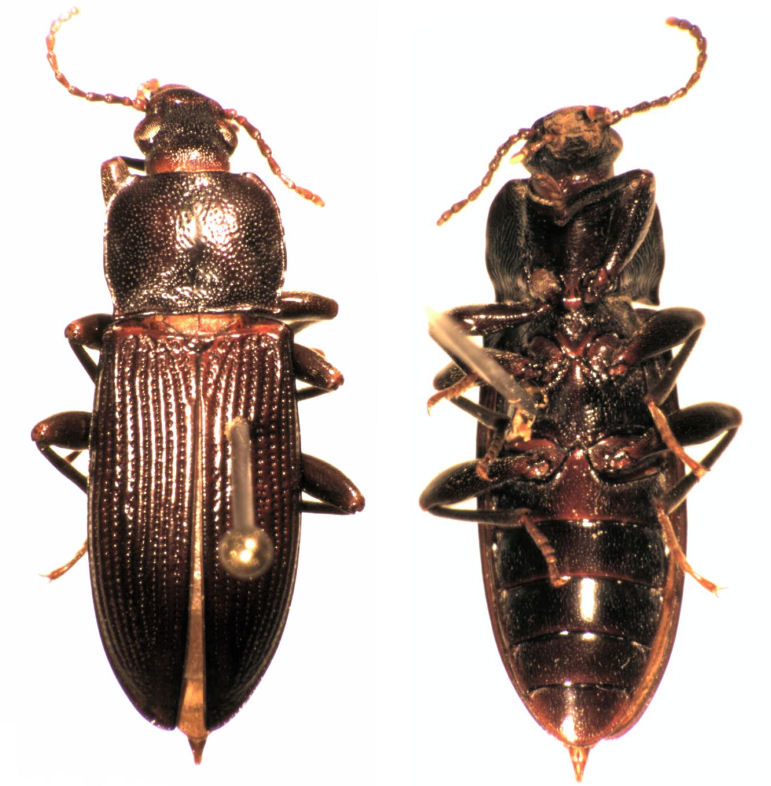
(Zolodinus zelandicus) (Zolodininae)